# Biatorbágy
Biatorbágy  este un oraș în districtul Budakesz, județul Pesta, Ungaria, având o populație de 11.775 de locuitori (2011). 

## Demografie
Componența etnică a orașului Biatorbágy
     Maghiari (91,9%)
     Germani (5,31%)
     Necunoscut (1,41%)
     Alții (1,38%)
Componența confesională a orașului Biatorbágy
     Romano-catolici (35,77%)
     Fără religie (17,61%)
     Reformați (16,65%)
     Atei (2,05%)
     Luterani (1,15%)
     Necunoscută (26,1%)
     Alte religii (3,25%)
Conform recensământului din 2011, orașul Biatorbágy avea 11.775 de locuitori. Din punct de vedere etnic, majoritatea locuitorilor (91,9%) erau maghiari, cu o minoritate de germani (5,31%). Apartenența etnică nu este cunoscută în cazul a 1,41% din locuitori. Nu există o religie majoritară, locuitorii fiind romano-catolici (35,77%), persoane fără religie (17,61%), reformați (16,65%), atei (2,05%) și luterani (1,15%). Pentru 26,1% din locuitori nu este cunoscută apartenența confesională.